# Матч СРСР — США з легкої атлетики 1971
Матч СРСР — США з легкої атлетики 1971 був проведений 2-3 липня у Берклі на стадіоні «Едвардс».
Матч став єдиним в історії цих змагань, що закінчився внічию.
Аналогічно попередньому матчу, в окремих дисциплінах матчу взяли участь легкоатлети з інших (загалом — 15) країн, які сформували команду світових зірок (англ. World All-Stars).

## Результати

### Чоловіки
| Місце | Атлет                   | Результат | Очки |
| ----- | ----------------------- | --------- | ---- |
| 1     | Валерій Борзов СРСР     | 10,5      | 5    |
| 2     | Джеймс Грін США         | 10,5      | 3    |
| 3     | Леннокс Міллер Ямайка   | 10,6      |      |
| 4     | Делано Мерівезер США    | 10,7      | 2    |
| 5     | Дон Кверрі Ямайка       | 10,7      |      |
| 6     | Олександр Корнелюк СРСР | 10,8      | 1    |

| Місце | Атлет                 | Результат | Очки |
| ----- | --------------------- | --------- | ---- |
| 1     | Дон Кверрі Ямайка     | 20,7      |      |
| 2     | Віллі Декард США      | 21,0      | 5    |
| 3     | Ларрі Блек США        | 21,0      | 3    |
| 4     | Олександр Жидких СРСР | 21,1      | 2    |
| 5     | Стенлі Аллотей Гана   | 21,2      |      |
| 6     | Сергій Коровін СРСР   | 21,4      | 1    |

| Місце | Атлет                 | Результат | Очки |
| ----- | --------------------- | --------- | ---- |
| 1     | Фред Ньюгаус США      | 46,3      | 5    |
| 2     | Дарвін Бонд США       | 46,5      | 3    |
| 3     | Росс Вілсон Австралія | 47,0      |      |
| 4     | Семен Кочер СРСР      | 47,5      | 2    |
| 5     | Борис Савчук СРСР     | 47,8      | 1    |
| 6     | Лейтон Прістлі Ямайка | 47,8      |      |

| Місце | Атлет                     | Результат | Очки |
| ----- | ------------------------- | --------- | ---- |
| 1     | Євген Аржанов СРСР        | 1.47,3    | 5    |
| 2     | Кріс Фішер Австралія      | 1.47,8    |      |
| 3     | Байрон Дайс Ямайка        | 1.47,9    |      |
| 4     | Юріс Лузінс США           | 1.48,0    | 3    |
| 5     | Арт Сендісон США          | 1.48,2    | 2    |
| 6     | Станіслав Мещерських СРСР | 1.48,5    | 1    |

| Місце | Атлет                     | Результат | Очки |
| ----- | ------------------------- | --------- | ---- |
| 1     | Володимир Пантелей СРСР   | 3.43,2    | 5    |
| 2     | Михайло Желобовський СРСР | 3.43,4    | 3    |
| 3     | Дік Квекс Нова Зеландія   | 3.45,2    |      |
| 4     | Джон Бейкер США           | 3.45,6    | 2    |
| 5     | Джим Кроуфорд США         | 3.46,2    | 1    |
| 6     | Кріс Фішер Австралія      | 3.46,6    |      |

| Місце | Атлет                       | Результат  | Очки |
| ----- | --------------------------- | ---------- | ---- |
| 1     | Стів Префонтейн США         | 13.30,4 NR | 5    |
| 2     | Стів Стейджберг США         | 13.35,6    | 3    |
| 3     | Володимир Афонін СРСР       | 13.49,0    | 2    |
| 4     | Кріс Стюарт Велика Британія | 13.52,2    |      |
| 5     | Анатолій Верлан СРСР        | 13.53,2    | 1    |
| 6     | Маріо Перес Мексика         | 14.05,0    |      |

| Місце | Атлет                         | Результат | Очки |
| ----- | ----------------------------- | --------- | ---- |
| 1     | Рашид Шарафетдинов СРСР       | 28.38,6   | 5    |
| 2     | Френк Шортер США              | 28.41,5   | 3    |
| 3     | Микола Свиридов СРСР          | 28.50,2   | 2    |
| 4     | Хуан Максимо Мартінес Мексика | 29.26,2   |      |
| 5     | Джеррі Ліндгрен США           | 30.08,4   | 1    |
| 6     | Джон Фаррінгтон Австралія     | 30.27,6   |      |

| Місце | Атлет                         | Результат | Очки |
| ----- | ----------------------------- | --------- | ---- |
| 1     | Род Мілберн США               | 14,0      | 5    |
| 2     | Рональд Дрейпер США           | 14,1      | 3    |
| 3     | Годфрі Мюррей Ямайка          | 14,2      |      |
| 4     | Арнальдо Брістоль Пуерто-Рико | 14,6      |      |
| 5     | Анатолій Мошіашвілі СРСР      | 14,6      | 2    |
| 6     | Олександр Морозов СРСР        | 14,3      | 1    |

| Місце | Атлет                        | Результат | Очки |
| ----- | ---------------------------- | --------- | ---- |
| 1     | Джон Акії-Буа Уганда         | 50,1      |      |
| 2     | Джим Сеймур США              | 50,5      | 5    |
| 3     | Роджер Джонсон Нова Зеландія | 50,9      |      |
| 4     | В'ячеслав Скоморохов СРСР    | 50,9      | 3    |
| 5     | Веслі Вільямс США            | 51,0      | 2    |
| 6     | Юрій Зорин СРСР              | 53,3      | 1    |

| Місце | Атлет                      | Результат | Очки |
| ----- | -------------------------- | --------- | ---- |
| 1     | Ромуальдас Бітте СРСР      | 8.41,0    | 5    |
| 2     | Сід Сінк США               | 8.41,4    | 3    |
| 3     | Майк Менлі США             | 8.41,4    | 2    |
| 4     | Володимир Дудін СРСР       | 8.47,0    | 1    |
| 5     | Антоніо Вільянуева Мексика | 8.53,0    |      |
| 6     | Рей Варі Канада            | 8.58,8    |      |

| Місце | Команда                                                                  | Результат | Очки |
| ----- | ------------------------------------------------------------------------ | --------- | ---- |
| 1     | Світові зірки Альфред Дейлі Карл Лоусон Дон Кверрі Леннокс Міллер        | 39,1      |      |
| 2     | СШААйворі Крокетт Боббі Тернер Воррен Едмонсон Джеймс Грін               | 39,5      | 5    |
| 3     | СРСРОлександр Корнелюк Сергій Коровін Володимир Ловецький Валерій Борзов | 39,8      | 3    |

| Місце | Команда                                                                                        | Результат | Очки |
| ----- | ---------------------------------------------------------------------------------------------- | --------- | ---- |
| 1     | СШАЕдесел Гаррісон (46,3) Фред Ньюгаус (45,3) Томмі Тернер (45,6) Дарвін Бонд (45,7)           | 3.02,9    | 5    |
| 2     | Світові зірки Альфред Дейлі (47,7) Джон Акії-Буа (47,1) Лейтон Прістлі (47,4) Гарт Кейс (46,2) | 3.08,4    |      |
| 3     | СРСРБорис Савчук Юрій Зорин Дмитро Стукалов Семен Кочер                                        | 3.11,8    | 3    |

| Місце | Атлет                      | Результат | Очки |
| ----- | -------------------------- | --------- | ---- |
| 1     | Пол Нігілл Велика Британія | 1:30.08,0 |      |
| 2     | Микола Смага СРСР          | 1:30.08,0 | 5    |
| 3     | Володимир Шалошек СРСР     | 1:33.27,0 | 3    |
| 4     | Том Дулі США               | 1:33.59,6 | 2    |
| 5     | Роберт Гардінер Австралія  | 1:34.15,0 |      |
| 6     | Гетц Клопфер США           | 1:36.26,0 | 1    |

| Місце | Атлет                     | Результат | Очки |
| ----- | ------------------------- | --------- | ---- |
| 1     | Пат Метцдорф США          | 2,29 WR   | 5    |
| 2     | Рейнальдо Браун США       | 2,21      | 3    |
| 3     | Кестутіс Шапка СРСР       | 2,18      | 2    |
| 4     | Валентин Гаврилов СРСР    | 2,18      | 1    |
| 5     | Томідзава Гідехіко Японія | 2,18      |      |
| 6     | Лоуренс Пекем Австралія   | 2,10      |      |

| Місце | Атлет                      | Результат | Очки |
| ----- | -------------------------- | --------- | ---- |
| 1     | Дейв Робертс США           | 5,31      | 5    |
| 2     | Юрій Ісаков СРСР           | 5,00      | 3    |
| 3     | Геннадій Гусєв СРСР        | 5,00      | 2    |
| 4     | Хрістос Папаніколау Греція | 5,00      |      |
| 5     | Джен Джонсон США           | 4,80      | 1    |
| —     | Кірк Брайд Канада          | NM        |      |

| Місце | Атлет                   | Результат | Очки |
| ----- | ----------------------- | --------- | ---- |
| 1     | Арні Робінсон США       | 7,89      | 5    |
| 2     | Ігор Тер-Ованесян СРСР  | 7,84      | 3    |
| 3     | Джеймс Мур США          | 7,76      | 2    |
| 4     | Володимир Скибенко СРСР | 7,58      | 1    |
| 5     | Джошуа Овусу Гана       | 7,48      |      |

| Місце | Атлет                  | Результат | Очки |
| ----- | ---------------------- | --------- | ---- |
| 1     | Віктор Санєєв СРСР     | 17,01     | 5    |
| 2     | Геннадій Бессонов СРСР | 16,86     | 3    |
| 3     | Дейв Сміт США          | 16,83     | 2    |
| 4     | Мохіндер Гілл Індія    | 16,67     |      |
| 5     | Джон Крафт США         | 16,39     | 1    |

| Місце | Атлет                     | Результат | Очки |
| ----- | ------------------------- | --------- | ---- |
| 1     | Ренді Метсон США          | 20,16     | 5    |
| 2     | Карл Залб США             | 19,81     | 3    |
| 3     | Валерій Войкін СРСР       | 19,54     | 2    |
| 4     | Рімантас Плунге СРСР      | 19,13     | 1    |
| 5     | Леслі Міллс Нова Зеландія | 18,77     |      |
| 6     | Брюс Перні Канада         | 18,24     |      |

| Місце | Атлет                     | Результат | Очки |
| ----- | ------------------------- | --------- | ---- |
| 1     | Тім Воллмер США           | 62,60     | 5    |
| 2     | Володимир Ляхов СРСР      | 61,49     | 3    |
| 3     | Рікард Дрешер США         | 59,86     | 2    |
| 4     | Леслі Міллс Нова Зеландія | 58,52     |      |
| 5     | Вельо Куусемяе СРСР       | 57,32     | 1    |

| Місце | Атлет                   | Результат | Очки |
| ----- | ----------------------- | --------- | ---- |
| 1     | Анатолій Бондарчук СРСР | 70,79     | 5    |
| 2     | Жак Аккамбре Франція    | 68,60     |      |
| 3     | Василь Хмелевський СРСР | 67,76     | 3    |
| 4     | Сугавара Такео Японія   | 67,36     |      |
| 5     | Альберт Голл США        | 66,34     | 2    |
| 6     | Ел Шотерман США         | 64,00     | 1    |

| Місце | Атлет                     | Результат | Очки |
| ----- | ------------------------- | --------- | ---- |
| 1     | Яніс Доніньш СРСР         | 89,28     | 5    |
| 2     | Яніс Лусіс СРСР           | 82,46     | 3    |
| 3     | Білл Скіннер США          | 81,28     | 2    |
| 4     | Кері Фельдман США         | 79,46     | 1    |
| 5     | Амадо Моралес Пуерто-Рико | 75,50     |      |
| 6     | Річард Даусвелл Канада    | 67,82     |      |

| Місце | Атлет                      | Результат | Очки |
| ----- | -------------------------- | --------- | ---- |
| 1     | Расс Годж США              | 7698      | 5    |
| 2     | Борис Іванов СРСР          | 7627      | 3    |
| 3     | Рік Вонамейкер США         | 7599      | 2    |
| 4     | Микола Авілов СРСР         | 7570      | 1    |
| 5     | Баррі Кінг Велика Британія | 7061      |      |

### Жінки
| Місце | Атлетка                        | Результат | Очки |
| ----- | ------------------------------ | --------- | ---- |
| 1     | Айріс Девіс США                | 11,6      | 5    |
| 2     | Рейлін Бойл Австралія          | 11,8      |      |
| 3     | Надія Бесфамільна СРСР         | 11,9      | 3    |
| 4     | Пет Гокінс США                 | 12,4      | 2    |
| 5     | Джоан Портер Тринідад і Тобаго | 12,4      |      |
| 6     | Марина Никифорова СРСР         | 12,4      | 1    |

| Місце | Атлетка                        | Результат | Очки |
| ----- | ------------------------------ | --------- | ---- |
| 1     | Рейлін Бойл Австралія          | 23,6      |      |
| 2     | Кеті Лоусон США                | 23,7      | 5    |
| 3     | Надія Бесфамільна СРСР         | 23,9      | 3    |
| 4     | Наталія Чистякова СРСР         | 24,0      | 2    |
| 5     | Естер Строй США                | 24,1      | 1    |
| 6     | Еллісон Росс-Едвардс Австралія | 25,0      |      |

| Місце | Атлетка              | Результат | Очки |
| ----- | -------------------- | --------- | ---- |
| 1     | Надія Ільїна СРСР    | 54,7      | 5    |
| 2     | Івонн Сандерс Ямайка | 55,1      |      |
| 3     | Естер Строй США      | 55,5      | 3    |
| 4     | Мейвіс Лейнг США     | 58,1      | 2    |
| —     | Віра Попкова СРСР    | DNF       |      |

| Місце | Атлетка                 | Результат | Очки |
| ----- | ----------------------- | --------- | ---- |
| 1     | Нійоле Сабайте СРСР     | 2.04,5    | 5    |
| 2     | Доріс Браун США         | 2.04,7    | 3    |
| 3     | Террі Кроуфорд США      | 2.05,8    | 2    |
| 4     | Надія Колесникова СРСР  | 2.07,0    | 1    |
| 5     | Дженніфер Орр Австралія | 2.07,4    |      |
| 6     | Пенні Вертнер Канада    | 2.09,5    |      |

| Місце | Атлетка                 | Результат | Очки |
| ----- | ----------------------- | --------- | ---- |
| 1     | Тамара Пангелова СРСР   | 4.13,8    | 5    |
| 2     | Доріс Браун США         | 4.14,6 NR | 3    |
| 3     | Тельма Фінн Канада      | 4.19,9    |      |
| 4     | Людмила Брагіна СРСР    | 4.19,9    | 2    |
| 5     | Дженніфер Орр Австралія | 4.30,2    | 2    |
| 6     | Кеті Гіббонс США        | 4.34,0    | 1    |

| Місце | Атлетка                   | Результат | Очки |
| ----- | ------------------------- | --------- | ---- |
| 1     | Патті Джонсон США         | 13,6      | 5    |
| 2     | Валентина Тихомирова СРСР | 14,0      | 3    |
| 3     | Венді Тейлор Канада       | 14,2      |      |
| 4     | Тетяна Кондрашова СРСР    | 14,3      | 2    |
| 5     | Меймі Роллінс США         | 14,3      | 1    |
| 6     | Даян Піс Канада           | 14,4      |      |

| Місце | Команда                                                                 | Результат | Очки |
| ----- | ----------------------------------------------------------------------- | --------- | ---- |
| 1     | СШАОрлен Браун Маттілайн Рендер Пет Гокінс Айріс Девіс                  | 45,2      | 5    |
| 2     | СРСРАлла Смирнова Тетяна Кондрашова Марина Нікіфорова Надія Бесфамільна | 45,4      | 3    |
| 3     | Світові зірки Даян Піс Еллісон Росс-Едвардс Джоан Портер Рейлін Бойл    | 45,8      |      |

| Місце | Команда                                                                                           | Результат | Очки |
| ----- | ------------------------------------------------------------------------------------------------- | --------- | ---- |
| 1     | СРСРЛюбов Фіногенова (55,9) Людмила Аксьонова (53,7) Наталія Чистякова (53,9) Надія Ільїна (52,5) | 3.36,0    | 5    |
| 2     | СШАЕстер Строй (53,5) Гвен Норман (56,1) Шеріл Туссен (53,4) Джарвіс Скотт (55,1)                 | 3.38,1    | 3    |
| 3     | Світові зірки Джудіт Аяа Пенні Вертнер Еллісон Росс-Едвардс Івонн Сандерс                         | 3.44,1    |      |

| Місце | Команда                | Результат | Очки |
| ----- | ---------------------- | --------- | ---- |
| 1     | Антоніна Лазарева СРСР | 1,83      | 5    |
| 2     | Ніна Ждан СРСР         | 1,80      | 3    |
| 2     | Деббі Брілл Канада     | 1,80      |      |
| 4     | Бренда Сімпсон США     | 1,70      | 2    |
| 5     | Одрі Рід Ямайка        | 1,70      |      |
| 6     | Сью Паркс США          | 1,70      | 1    |

| Місце | Атлетка              | Результат | Очки |
| ----- | -------------------- | --------- | ---- |
| 1     | Віллі Вайт США       | 6,51      | 5    |
| 2     | Алла Смирнова СРСР   | 6,34      | 3    |
| 3     | Ірина Тарасова СРСР  | 6,20      | 2    |
| 4     | Кім Еттлсі США       | 6,15      | 1    |
| 5     | Даян Піс Канада      | 6,15      |      |
| 6     | Івонн Сандерс Ямайка | 5,79      |      |

| Місце | Атлетка                      | Результат | Очки |
| ----- | ---------------------------- | --------- | ---- |
| 1     | Надія Чижова СРСР            | 18,57     | 5    |
| 2     | Антоніна Іванова СРСР        | 18,55     | 3    |
| 3     | Лінн Грем США                | 15,90     | 2    |
| 4     | Барбара Полсен Нова Зеландія | 15,06     |      |
| 5     | Лінетт Метьюс США            | 14,88     | 1    |
| 6     | Марлін Курт Канада           | 14,60     |      |

| Місце | Атлетка                       | Результат | Очки |
| ----- | ----------------------------- | --------- | ---- |
| 1     | Фаїна Мельник СРСР            | 62,38     | 5    |
| 2     | Тамара Данилова СРСР          | 57,27     | 3    |
| 3     | Керол Фрост США               | 50,77     | 2    |
| 4     | Жоcефін де ла Вінья Філіппіни | 50,29     |      |
| 5     | Керол Мартін Канада           | 49,73     |      |
| 6     | Монетт Дрісколл США           | 46,60     | 1    |

| Місце | Атлетка              | Результат | Очки |
| ----- | -------------------- | --------- | ---- |
| 1     | Ніна Маракіна СРСР   | 56,61     | 5    |
| 2     | Шеррі Калверт США    | 56,41     | 3    |
| 3     | Ельвіра Озоліна СРСР | 54,12     | 2    |
| 4     | Джей Дальгрен Канада | 53,51     |      |
| 5     | Роберта Браун США    | 49,68     | 1    |

## Командний залік
|                 | СРСР | США |
| --------------- | ---- | --- |
| Чоловіки        | 110  | 126 |
| Жінки           | 76   | 60  |
| Загальний залік | 186  | 186 |

## Відео
- Біг на 100 метрів серед чоловіків на YouTube (з 00:16)
- Біг на 200 метрів серед чоловіків на YouTube (з 02:10)
- Світовий рекорд Пата Метцдорфа в стрибках у висоту на YouTube (з 00:28)
- Біг на 200 метрів серед жінок на YouTube (з 01:16)
- Переможна спроба Анатолія Бондарчука у метанні молота на YouTube